# Resolució 2001 del Consell de Seguretat de les Nacions Unides
La Resolució 2001 del Consell de Seguretat de les Nacions Unides fou adoptada per unanimitat el 28 de juliol de 2011. Després de recordar totes les resolucions anteriors sobre la situació a l'Iraq, incloses les resolucions 1500 (2003), 1546 (2004), 1557 (2004), 1619 (2005), 1700 (2006),  1770 (2007), 1830 (2008), 1883 (2009) i 1936 (2010), el Consell va ampliar el mandat de la Missió d'Assistència de les Nacions Unides a l'Iraq (UNAMI) per un altre període de 12 mesos, fins al 31 de juliol de 2012.
La resolució va ser redactada pels Estats Units.

## Resolució

### Observacions
En el preàmbul de la resolució, el Consell de Seguretat va ressaltar la importància de l'estabilitat i la seguretat de l'Iraq i de la seva gent, la regió i la comunitat internacional. Es va instar al govern del Iraq a continuar enfortint la democràcia i l'estat de dret i es van donar la benvinguda a les millores en la situació de seguretat del país, tot i que el Consell va observar que es mantenien els desafiaments. Va subratllar la necessitat d'un procés polític inclusiu i el paper de les Nacions Unides.
Es van instar més esforços en relació amb la promoció dels drets humans i les qüestions humanitàries del poble iraquià. El Consell va reafirmar que totes les parts haurien d'adoptar mesures per protegir els civils i crear condicions per al retorn dels refugiats i dels desplaçats interns.
El preàmbul conclou acollint favorablement els progressos aconseguits cap a l'Iraq assolint un pla internacional davant d'això abans de l'adopció de la Resolució 661 (1990), i va demanar a l'Iraq que continués dialogant amb Kuwait per resoldre els problemes sorgit de les anteriors resolucions del Capítol VII.

### Actes
El mandat mandatari de la UNAMI i el Representant Especial del Secretari General es van ampliar per un any i seran revisats al final d'aquest període o més aviat si ho demana el govern iraquià. Es va destacar la seguretat del personal de la UNAMI per tal que l'operació dugués a terme el seu treball i es va cridar al govern iraquià i altres països a donar suport les Nacions Unides al país. El Consell va agrair l'esforç dels països que havien proporcionat recursos financers, logístics i de seguretat a la UNAMI.
Finalment, la Resolució 2001 va concloure demanant al Secretari General de les Nacions Unides Ban Ki-moon que informe cada quatre mesos sobre els progressos realitzats per la UNAMI en el compliment de les seves responsabilitats.